# Rob Patterson
Rob Patterson (Natick, Massachusetts, 9 de noviembre de 1970) es un guitarrista estadounidense, fue miembro de la banda de nu metal OTEP y antiguo guitarrista de giras de Korn.

## Carrera
La primera banda principal de Patterson fue OTEP. Participó en sus dos primeros álbumes, Sevas Tra y House of Secrets.
Patterson comenzó a tocar la guitarra para Korn en julio de 2005. Fue substituido temporalmente por Christian Olde Wolbers de Fear Factory durante los tres primeros conciertos de la gira europea del grupo en 2006. No se hicieron declaraciones oficiales que explicasen por qué Wolbers tocó sólo los primeros tres conciertos (en Portugal y España). 
Patterson reasumió a partir de entonces su papel, y también participó en el concierto acústico MTV Unplugged: Korn del grupo. Sin embargo, Patterson dejó Korn poco después debido a diferencias personales con James Munky Shaffer, guitarrista del grupo. Después de su salida, publicó un EP en iTunes, Dr.Z.
Patterson retornó a Korn en enero de 2008, después del hiato de Munky, aunque volvió a abandonar el grupo tras el retorno de Munky en febrero de 2008. 
En abril de 2008 se anunció en la revista estadounidense People su compromiso con la actriz Carmen Electra.